# Vintschger Museum
Das Vintschger Museum (VUSEUM s‘Vintschger Museum) in Schluderns ist das Talmuseum für den mittleren und oberen Vinschgau und wurde im Jahre 1997 im Zuge der archäologischen Grabungen am Ganglegg gegründet. Gelegen im Ortskern von Schluderns, beschäftigt sich das Vintschger Museum im Rahmen seiner Tätigkeit mit der Vermittlung typischer und markanter Themen des Vinschgaus aus Vergangenheit, Gegenwart und Zukunft.

## Geschichte
Im Jahre 1985 wurde in der Bezirksgemeinschaft Vinschgau die Idee eines Talschaftsmuseums aufgegriffen, in dem typische Vinschger Themen und die archäologischen Funde präsentiert werden sollten. Das geeignete Gebäude wurde in Schluderns ausfindig gemacht und 1989 von der Gemeinde angekauft. 1993 wurde mit dem Bau begonnen, Ende 1996 dem eigens dafür gegründeten Verein Vintschger Museum übergeben. 1997 wurde das Museum eröffnet. Nach dem Abschluss der archäologischen Grabungen auf dem Ganglegg erhielt das Museum die Fundstücke als Leihgabe des Amtes für Bodendenkmäler.

## Dauerausstellungen
Das Museum hat fünf Dauerausstellungen:

### WasserWosser
Ohne Wasser – kein Leben! Dies gilt für den Vinschgau in noch größerem Maße. Ohne die Bewässerungsstruktur der Waale, die sich wie Lebensadern durch die Landschaft schlängeln, wäre eine produktive Landwirtschaft im Tal nicht machbar gewesen. Um diese Bewässerungsart hat sich eine Struktur entwickelt, die einen wesentlichen Teil der Vinschger Kultur ausmacht. Dem Brauchtum gleich gehört dies zum Tal wie das Salz zur Suppe. Waale sind heute ebenso wie die Reste der Vinschger Auwälder Bereiche mit spezieller Flora und Fauna. Die Ausstellung Wasserwosser zeigt, wie Bewässerung und Brauchtum das Tal prägten und prägen.

### Archaischer Vinschgau
Die archäologische Grabungsstätte am Ganglegg ist ein einzigartiges Zeugnis der frühen Siedlungsgeschichte im Vinschgau von der Jungsteinzeit bis zur Römerzeit. Die Ausstellung „Archaischer Vinschgau“ erzählt anhand herausragender Fundstücke vom Leben, Kultur, Religion und Handwerk jener Zeit.

### Schwabenkinder
Seit dem 17. Jahrhundert trieb die Armut im Vinschgau Eltern dazu, ihre Kinder auf einen beschwerlichen Fußmarsch nach Oberschwaben zu schicken, um dort Bleibe und Arbeit zu finden. Die Ausstellung folgt den Spuren der „Schwabenkinder“ und erzählt ihre Geschichte: vom einfachen Leben im Vinschgau bis hin zum harten Alltag in der Fremde.

### Reisen & rasten in der Römerzeit
Die Dauerausstellung „Reisen & rasten zur Römerzeit“ zeigt eine Vielzahl von einzigartigen Fundobjekten entlang der Via Claudia Augusta im Obervinschgau, welche die Bedeutung des Vinschgaus als Durchzugsraum belegen.

### HaflingerDok 249 Folie – Haflingerzucht im Vinschgau
1874 wurde im Stall von Josef Folie und dessen Frau Anna Fritz der Hengst 249 Folie geboren. Heute stammen alle reingezüchteten Haflinger von ihm ab. In der neuen Dokumentationsausstellung wird die Geschichte von Folie und seinen Nachkommen im Vinschgau erzählt.

## Sonderausstellungen
Regelmäßig zeigt das Museum Sonderausstellungen zu spezifisch Vinschger Themen.

## Projekte

### MU.SUI
mu.sui ist ein Kooperationsprojekt der Obervinschger Museen. MU steht für Museen – SUI ist ein typischer Begriff im Vinschger Dialekt. Das Projekt verbindet die Obervinschger Museen in den Gemeinden Schluderns, Graun, Mals und Taufers im Münstertal. Mitgliedsmuseen sind das Vintschger Museum, St. Johann in Taufers im Münstertal, das Pfarrmuseum St. Michael in Taufers im Münstertal, das Heimatmuseum Laatsch, das Museum Vinschger Oberland und der Förderverein Oculus mit dem Etschquellenbunker.

### Bildarchiv Vinschgau (BAV)
In Kooperation mit dem Chronistenbezirk Vinschgau, dem Amt für Museen und dem Amt für Film und Medien ist das Vintschger Museum Träger des Projektes Bildarchiv Vinschgau.